# Brot und Salz (Seghers)
Brot und Salz. Nach ungarischen Begebenheiten ist eine Erzählung von Anna Seghers aus dem Jahr 1958. Der Text war am 14. April 1957 im ND vorabgedruckt worden.

## Historie
Sonja Hilzinger macht Angaben zum historischen Hintergrund. Nachdem Chruschtschow im Spätwinter 1956 die Welt mit den „Irrtümern“ Stalins bekannt gemacht hatte, brodelte es im Ostblock. Der Posener Aufstand zog den Polnischen Oktober nach sich. Infolge des Ungarischen Volksaufstandes marschierte die Rote Armee in Budapest ein. 
Die Erzählung sei etwa zu der Zeit entstanden, als Anna Seghers und Becher mit Unterstützung von Walter Janka ihren Genossen Lukács – Kultusminister unter Nagy – aus Ungarn herausholen wollten. Daraus wurde aber nichts, weil Ulbricht intervenierte.

## Inhalt
Jene „erregten Tage“ fordern Menschenleben. Der Bezirkssekretär Sándor wird aufgehängt. Der Tote wird durch die Ortschaft geschleift.
Herr Béla Makay kehrt aus dem Pariser Exil via Genf, München, Wien und Budapest in die flache Gegend nach Bölöny bei Drostdorf zurück, um „seine“ Bauern aus der Genossenschaft wieder auf seinem Gut und auf seinem Gestüt schuften zu lassen.
Die Makays – genauer, Makays Vater – waren schon einmal von der Kommune enteignet worden. Das war nach dem Ersten Weltkrieg (unter Béla Kun) gewesen. Damals war allerdings die gottgewollte Ordnung durch ein rumänisches Bataillon wiederhergestellt worden. Der aus dem Feld der Ehre heimkehrende Vater war von einer Vertreterin seines Gesindes mit Brot und Salz bewillkommnet worden.
1956 ist nicht 1919. Die aufgebrachte Kommune verjagt Herrn Makay junior.

## Form
Sowohl im Text als auch im Ungarn des Jahres 1956 geht es drunter und drüber. Anna Seghers hat für das Tohuwabohu eine fadenscheinige Entschuldigung: „Die Begebenheiten hat der ehemalige Lehrer von Bölöny erzählt, der jetzt in Budapest studiert. Er erfuhr sie von einem seiner Schüler.“

## Interpretation
Zwei Beispiele für bildstarke Erzählung: „Wie das Wasser im Mondlicht, zitterte seine [Béla Makays] Seele in Erinnerungen.“ „János, dem Fahrer des Herrn Makay, knirscht vor Wut das Herz.“ Trotzdem erscheint die Erzählung als misslungen. Denn Anna Seghers führt in den kurzen Text eine unübersichtliche Vielfalt ungarischer Namen ein. Zudem degeneriert die Lektüre zum Ratespiel. Wer ist Bela Makay, fragt sich zum Beispiel der desorientierte Leser. Die Antwort steht weiter hinten im Text: ein 1945 davongejagter Gutsherr.

## Rezeption
Die Autorin marschiere im Gleichschritt mit den DDR-Oberen, wenn sie den ganz oben genannten Ungarischen Volksaufstand als Konterrevolution werte. Hingegen Brandes liest die Erzählung als verschlüsselten Text. Anna Seghers habe immer an die gesellschaftsumwälzende Kraft der einfachen Menschen geglaubt. 

### Textausgaben
Erstausgabe
- Brot und Salz. Drei Erzählungen. (enthält noch: Die Saboteure. Vierzig Jahre der Margarete Wolf) 149 Seiten. Aufbau-Verlag, Berlin 1958

Verwendete Ausgabe
- Brot und Salz. S. 182–204 in: Anna Seghers: Erzählungen 1952-1962. Band XI der Gesammelten Werke in Einzelausgaben (enthält noch Der Mann und sein Name. Der erste Schritt. Vierzig Jahre der Margarete Wolf und die „Karibischen Geschichten“ Die Hochzeit von Haiti. Wiedereinführung der Sklaverei in Guadeloupe sowie Das Licht auf dem Galgen). 464 Seiten. Aufbau-Verlag, Berlin 1981 (2. Aufl.), ohne ISBN

### Sekundärliteratur
- Ute Brandes: Anna Seghers. Colloquium Verlag, Berlin 1992. Bd. 117 der Reihe „Köpfe des 20. Jahrhunderts“, ISBN 3-7678-0803-X
- Sonja Hilzinger: Anna Seghers. Mit 12 Abbildungen. Reihe Literaturstudium. Reclam, Stuttgart 2000, RUB 17623, ISBN 3-15-017623-9
- Frank Wagner (Hrsg.), Ursula Emmerich (Hrsg.), Ruth Radvanyi (Hrsg.): Anna Seghers. Eine Biographie in Bildern. Mit einem Essay von Christa Wolf. Aufbau-Verlag, Berlin 2000 (2. Aufl.), ISBN 3-351-02201-8

## Anmerkung
1. ↑  Der Ehegatte von Anna Seghers - Dr. phil. Laszlo Radvanyi - war ein Ungar (Wagner, Emmerich, Radvanyi, S. 50,51).